# Marilyn Galsworthy
Marilyn Galsworthy (nascida em 1954) é uma atriz britânica, que atuou por 15 anos na Royal Shakespeare Company, que figuram ao lado de Patrick Stewart e Alfred Molina. Ela também é conhecida por uma série de papéis na televisão e cinema, incluindo um pequeno papel no filme de James Bond, The Spy Who Loved Me (1977), como assistente do vilão Karl Stromberg.
Galsworthy é a mãe da modelo Jasmine Lennard.